# Recytatyw
Recytatyw (wł. recitativo) – solowa forma wokalna podobna do deklamacji, powstała około 1600. Recytatyw służy przede wszystkim do prezentacji akcji. Pierwsze opery były w całości oparte na recytatywach. Występuje jako elementy większej formy muzycznej takiej jak kantata, oratorium, opera czy pasja.
Rodzaje recytatywu:
- recitativo secco – charakteryzuje się akompaniamentem basso continuo oraz częstym powtarzaniem dźwięków (stosowany w operze neapolitańskiej do XVIII wieku)[1]
- recitativo accompagnato – charakteryzuje się akompaniamentem orkiestry oraz rozwiniętą melodią[1] (zapoczątkowany w późnej operze neapolitańskiej przez kompozytorów takich jak Niccolò Jommelli i Tommaso Traetta[4]).